# Логарифмическая шкала времени
Логарифми́ческая шкала́ вре́мени — вид логарифмической шкалы, которая показывает наиболее значимые исторические события на одной странице в десяти строках в логарифмическом масштабе.
События далёкого прошлого имеют меньшее влияние на текущие события, чем недавние события.
Можно предположить, что важность события обратно пропорциональна его возрасту.
Поэтому исторические события наиболее равномерно заполняют шкалу времени в логарифмическом масштабе. Альтернативное объяснение исходит из реального гиперболического ускорения темпов макроэволюции в результате действия механизмов положительной обратной связи, что и создаёт эффект равномерного распределения равнопорядковых событий по логарифмической шкале.
- Период соответствует историческому термину эпоха;
- Событие соответствует происходившему или предполагаемому явлению или процессу:
  - Прогресс — означает достижения эволюции или цивилизации, такие как новый вид, научные или технологические открытия;
  - Регресс/антипрогресс — означает появление проблемы или возникновение кризиса, в общем — появление чего-то плохо сказывающегося на биосфере и/или цивилизации.

| Лет назад               | Период                                               | Прогресс                                                                                                 | Регресс |
| ----------------------- | ---------------------------------------------------- | --- | --- |
| 1 — 10                  | 2010-е                                               | биотехнологии, нанотехнологии                                                                            | Глобальное потепление, экологические катастрофы |
| 10 — 100                | XX век                                               | Глобальное общество, автомобиль, космический корабль, ядерная энергия, антибиотики, электроника, самолёт | Мировые войны, ядерная гонка |
| 100 — 1 тыс.            | 1000—1900, Средневековье                             | Возрождение, электромагнетизм, промышленная революция, книгопечатание, Великие географические открытия   | Чума, голод, инквизиция, крепостничество |
| 1 тыс. — 10 тыс.        | 8-е тысячелетие до н. э. Бронзовый век, железный век | цивилизация, пирамиды, города, письменность, колесо, земледелие                                          | Рабство |
| 10 тыс. — 100 тыс.      | Верхний палеолит, голоцен, неолит                    | Расселение человека по миру, пещерная живопись, искусство, танец, счёт, начало одомашнивания животных    | Ледниковый период, исчезновение неандертальцев, человека прямоходящего (homo erectus), денисовского и флоресского человека, вымирание (истребление?) плейстоценовой мегафауны |
| 100 тыс. — 1 млн        | Плейстоцен                                           | появление высших форм человека (homo sapiens, homo neanderthalensis), освоение огня, язык                | каннибализм, межвидовые и межгрупповые конфликты людей |
| 1 млн — 10 млн          | Плиоцен, каменный век                                | 2 млн — Эволюция человека, охота и собирательство, инструменты                                           | начало действия негативных факторов антропогенеза |
| 10 млн — 100 млн        | ~ Третичный период                                   | Травянистые растения, господствующее положение млекопитающих                                             | Вымирание динозавров |
| 100 млн — 1 млрд        | Палеозой, мезозой                                    | Кембрийский взрыв, появление позвоночных, выход жизни на сушу                                            | ~ 252 млн — массовое вымирание на границе Перми и Триаса, предки млекопитающих заняли низшие ступени пищевой пирамиды, господствующее положение занимают динозавры            |
| 1 млрд — 10 млрд        | Докембрий                                            | возникновение жизни на Земле, Земля                                                                      | массовые катастрофы в Солнечной Системе (метеоритные бомбардировки, гигантские столкновения планет), изменения климата Земли                                                  |
| 10 млрд — Большой взрыв | Досолнечный период                                   | Большой взрыв, возникновение материи, пространства, галактик и звёзд                                     | Энтропия |